# Gnotus czekelii
Gnotus czekelii là một loài tò vò trong họ Ichneumonidae.